# 克利福德冰川
70°23′S 62°30′W / 70.383°S 62.500°W
克利福德冰川（英語：Clifford Glacier）是南極洲的冰川，位於帕爾默地東岸，流經坦尼爾山和埃蘭德山脈，全長70公里，在1936年英國探險隊把該冰川繪入地圖。